# Ardisia attenuata
Ardisia attenuata Wall. ex A.DC. – gatunek roślin z rodziny pierwiosnkowatych (Primulaceae). Występuje naturalnie w Chinach (w prowincjach Kuejczou i Junnan oraz w Tybecie), Wietnamie, Tajlandii, Mjanmie oraz na Andamanach i Nikobarach. 

## Morfologia
PokrójZimozielone drzewo lub krzew. Dorastający do 2–8 m wysokości.
LiścieBlaszka liściowa ma lancetowaty kształt. Mierzy 9–19 cm długości oraz 2–5 cm szerokości, jest całobrzega, ma ostrokątną nasadę i spiczasty wierzchołek. Ogonek liściowy jest nagi i ma 5–10 mm długości.
KwiatyZebrane w wiechach (o 4–10 cm długości) wyrastających z kątów pędów. Mają działki kielicha o owalnym kształcie i dorastające do 2 mm długości. Płatki są owalne i mają różową barwę oraz 5–7 mm długości.
OwocPestkowce mierzące 7 mm średnicy, o kulistym kształcie i czerwonej barwie.

## Biologia i ekologia
Rośnie w lasach oraz zaroślach. Występuje na wysokości od 400 do 1400 m n.p.m.